# Calvin Grieder
Calvin Grieder (* 1955 in Washington, D.C.; heimatberechtigt in Basel und Tenniken) ist ein Schweizer Manager. Er war während 15 Jahren Geschäftsführer der Bühler AG und ist dort sowie bei den börsenkotierten Schweizer Firmen Givaudan und SGS Verwaltungsratspräsident.

## Leben
Calvin Grieder wuchs in Schaffhausen als Sohn des Unternehmers Heinrich Grieder auf; sein jüngerer Bruder ist Daniel Grieder (Geschäftsführer u. a. von Tommy Hilfiger und Hugo Boss).
Von 1967 bis 1969 besuchte Calvin Grieder die Sekundarschule Gelbhausgarten in Schaffhausen. Anschliessend folgte die Kantonsschule Schaffhausen von 1969 bis 1974. Dann machte er ein Studium in Maschinenbau und Verfahrenstechnik an der ETH Zürich, welches er 1979 als Diplomingenieur ETH abschloss. Sein Berufseinstieg erfolgte er bei der Firma Georg Fischer AG in Schaffhausen. Als Teil seiner Weiterbildung absolvierte er das Advanced Management Program (AMP) der Harvard University. Später leitete er die Geschäftsbereiche Mobilfunk und Internet als Mitglied der Geschäftsleitung von Swisscom bis 1999. Der entscheidende Schritt in seiner Laufbahn war die Berufung als Geschäftsführer (CEO) der Firma Bühler AG in Uzwil, einem Familienunternehmen. Er wurde Nachfolger von Urs Bühler. Dadurch wurde er erster CEO, welcher nicht der Familie Bühler angehört. Diese Funktion übte er 15 Jahre lang erfolgreich aus. Unter seiner Leitung erfolgte das Wachstum dieser Firma teilweise auch durch Zukäufe geeigneter Firmen in unterschiedlichen Ländern. Eine unkonventionelle Lösung bei der Erstarkung des Schweizer Frankens gegenüber anderen Währungen in 2015 war die temporäre Verlängerung der Arbeitszeiten in den Schweizer Werken. Sein Einsatz für die Berufsausbildung wurde mehrfach ausgezeichnet. Er übernahm 2014 das Verwaltungsratspräsidium der Bühler AG und löste damit Urs Bühler auch in dieser Funktion ab. Dazu kamen Mandate als Verwaltungsrat in mehreren weiteren Firmen, so insbesondere das Präsidium bei Givaudan und bei der Firma SGS (früher Société Générale de Surveillance genannt) in Genf. Grieder vertritt auch politische Anliegen, so bei dem Umgang mit Patientendaten.

## Weitere Tätigkeiten
- Stiftungsrat avenir suisse, Zürich
- Mitglied des Industrial Advisory Board, ETH Zürich, Dept. Maschinenbau und Verfahrenstechnik
- VRP Eraneos Group, Beratungsunternehmen für Strategieentwicklung und Digitalisierung, Zürich
- VR Belimed, Zug
- Mitglied des Patronatskomitees Technorama, Winterthur
- früher Verwaltungsrat (VR) bei:[8]
  - Implenia, Dietlikon
  - Metall Zug, Zug
  - Schleuniger, Thun.

## Auszeichnungen
2020: Ehrenrat der ETH Zürich

## Privat
Grieder war während seiner Studienzeit als erster Schweizer Anbieter von Kursen für Windsurfen.